# Roland Nilsson
Roland Nilsson (Helsingborg, Escania, Suecia, 27 de noviembre de 1963) es un futbolista sueco retirado que jugaba de defensa. Actualmente se desempeña como entrenador.

## Clubes

### Como jugador
| Club                | País       | Año       |
| ------------------- | ---------- | --------- |
| Helsingborgs IF     | Suecia     | 1981-1983 |
| IFK Göteborg        | Suecia     | 1983-1989 |
| Sheffield Wednesday | Inglaterra | 1989-1994 |
| Helsingborgs IF     | Suecia     | 1994-1997 |
| Coventry City       | Inglaterra | 1997-1999 |
| Helsingborgs IF     | Suecia     | 1999-2001 |
| Coventry City       | Inglaterra | 2001-2002 |
| GAIS                | Suecia     | 2004-2006 |

### Como entrenador
| Club          | País       | Año       |
| ------------- | ---------- | --------- |
| Coventry City | Inglaterra | 2001-2002 |
| GAIS          | Suecia     | 2002-2007 |
| Malmö FF      | Suecia     | 2008-2011 |
| FC Copenhague | Dinamarca  | 2011-2012 |